# Jerome Holman
Jerome „Circus” Holman (ur. 15 maja 1981 w Nowym Jorku) – amerykański koszykarz, występujący na pozycji rozgrywającego.
Od 2006 roku rozpoczął występy w trasie streetballowej And 1 Mixtape Tour, którą relacjonowano co sezon (2002–2008) w stacji ESPN2, emitując 30-minutowe odcinki programu – Street Ball: The AND 1 Mix Tape Tour, podsumowujące rywalizacje w każdym z miast touru. Przez całe lato rywalizował na trasie z innymi zawodnikami o kontrakt z firmą And 1 i wywalczył go, stając się oficjalnym, kontraktowym członkiem zespołu. Stał się rozpoznawalny pod pseudonimem Circus, który nadał mu MC podczas jednego z turniejów streetballowych w Queens, kiedy miał 14 lat.
W 2007 roku, w zespole And 1 nastąpił rozłam i część zawodników opuściła go na korzyć Ball4Real. Konflikt między zawodnikami, a kierownictwem firmy zaczął narastać, od kiedy w maju 2005 roku, została ona przejęta przez American Sporting Goods od jej twórców – Setha Bergera i Jaya Gilberta. Opuścił wtedy drużynę wraz z Owensem, Dixonem, Heywardem, Humphreyem, Chismem, Fontenette, Woneyem, Harveyem, Davisem, Martinem. Po rozpadzie składu, reaktywowano go później, organizując trasę międzynarodową pod nazwą And 1 Live Streetball Tour. Został wtedy zaproszony kilkukrotnie do współpracy z tzw. doskoku. Firma nie dysponowała już bowiem tak dużym budżetem, ani wsparciem komercyjnej telewizji.

## Osiągnięcia
NCAA
- Zaliczony do składu MVC (Missouri Valley Conference) All-Conference Honorable Mention (2004)[5]
- Lider konferencji Missouri Valley w asystach (2004)[6]